# Akagi (train)
Pour les articles homonymes, voir Akagi.
L'Akagi (あかぎ) est un train express existant au Japon et exploité par la compagnie JR East, qui relie la ville de Tokyo aux villes de Honjō et Takasaki.

## Gares desservies
L'Akagi circule principalement de la gare d'Ueno à la gare de Honjō ou à la gare de Takasaki en empruntant les lignes Tōhoku et Takasaki. Certains trains sont terminus Shinjuku.
| Nom des gares | Nom des gares |
| ------------- | ------------- |
| Ueno          |               |
| Akabane       | Shinjuku      |
| Urawa         | Ikebukuro     |
| Ōmiya         |               |
| Ageo          |               |
| Okegawa       |               |
| Kitamoto      |               |
| Kōnosu        |               |
| Kumagaya      |               |
| Fukaya        |               |
| Honjō         |               |
| Shinmachi     |               |
| Takasaki      |               |

## Matériel roulant
Les services Akagi sont effectués par des rames série E257 depuis le 18 mars 2023. Dans le passé, ils ont été effectués par les séries 185 et 651.

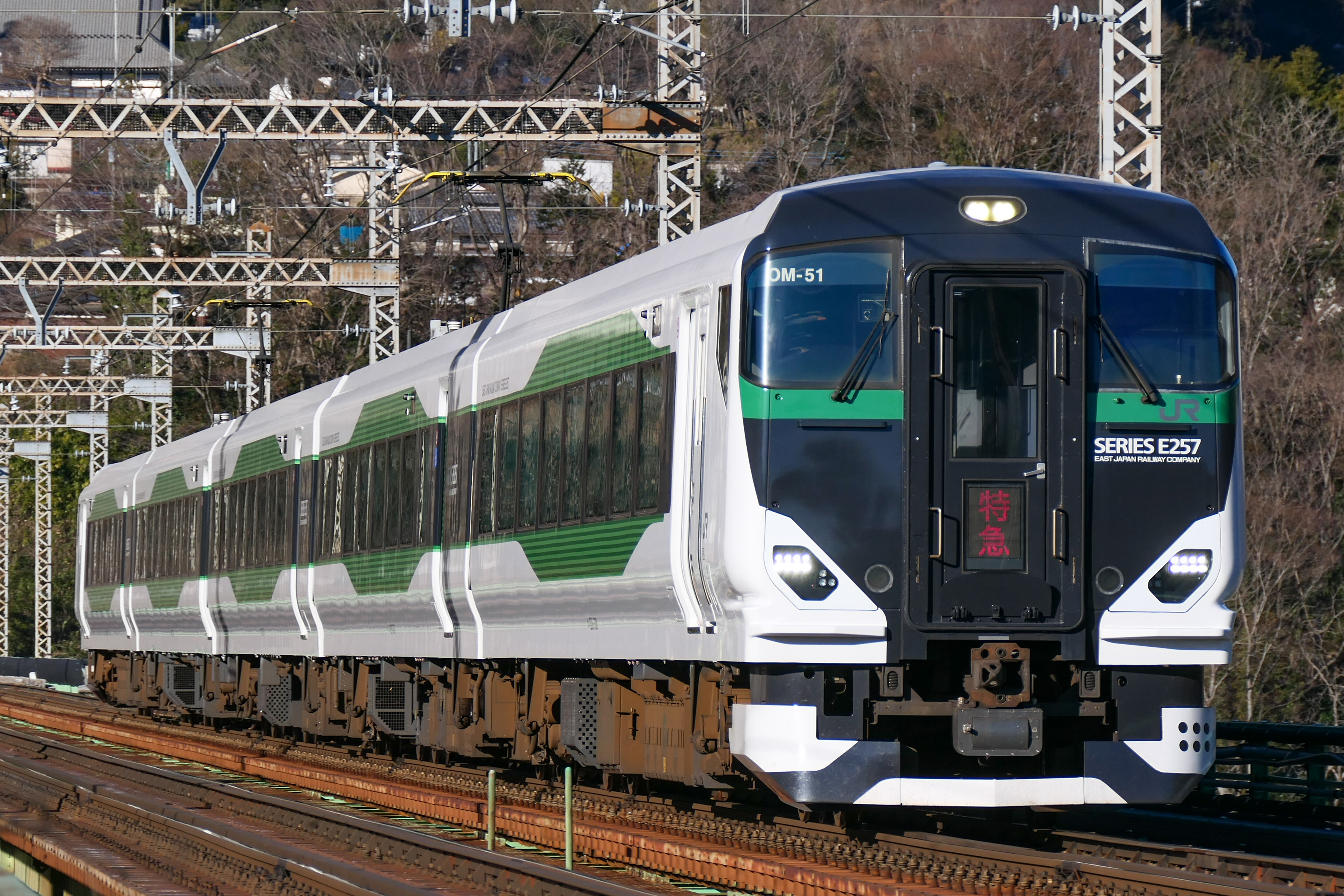
Série E257
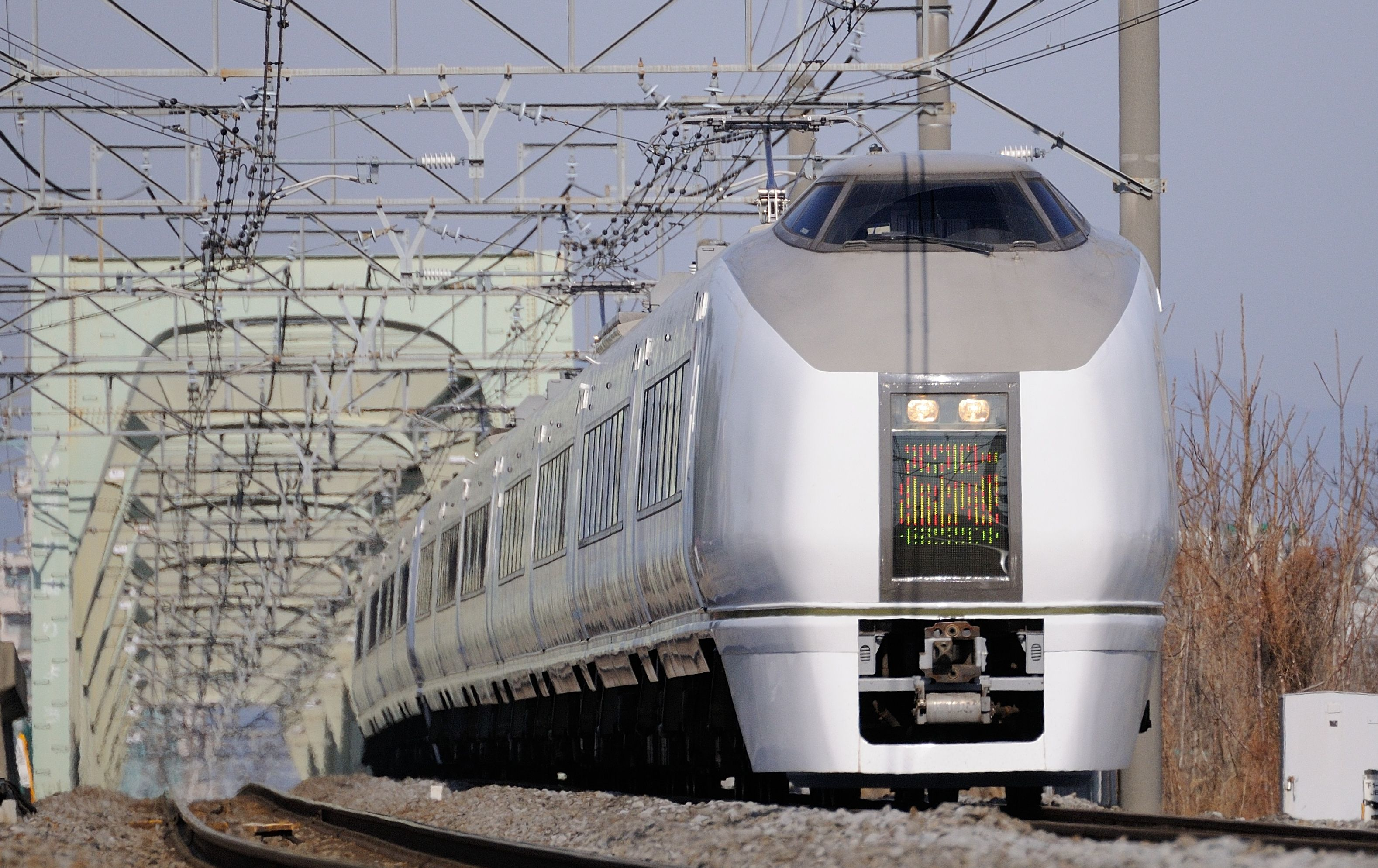
Série 651
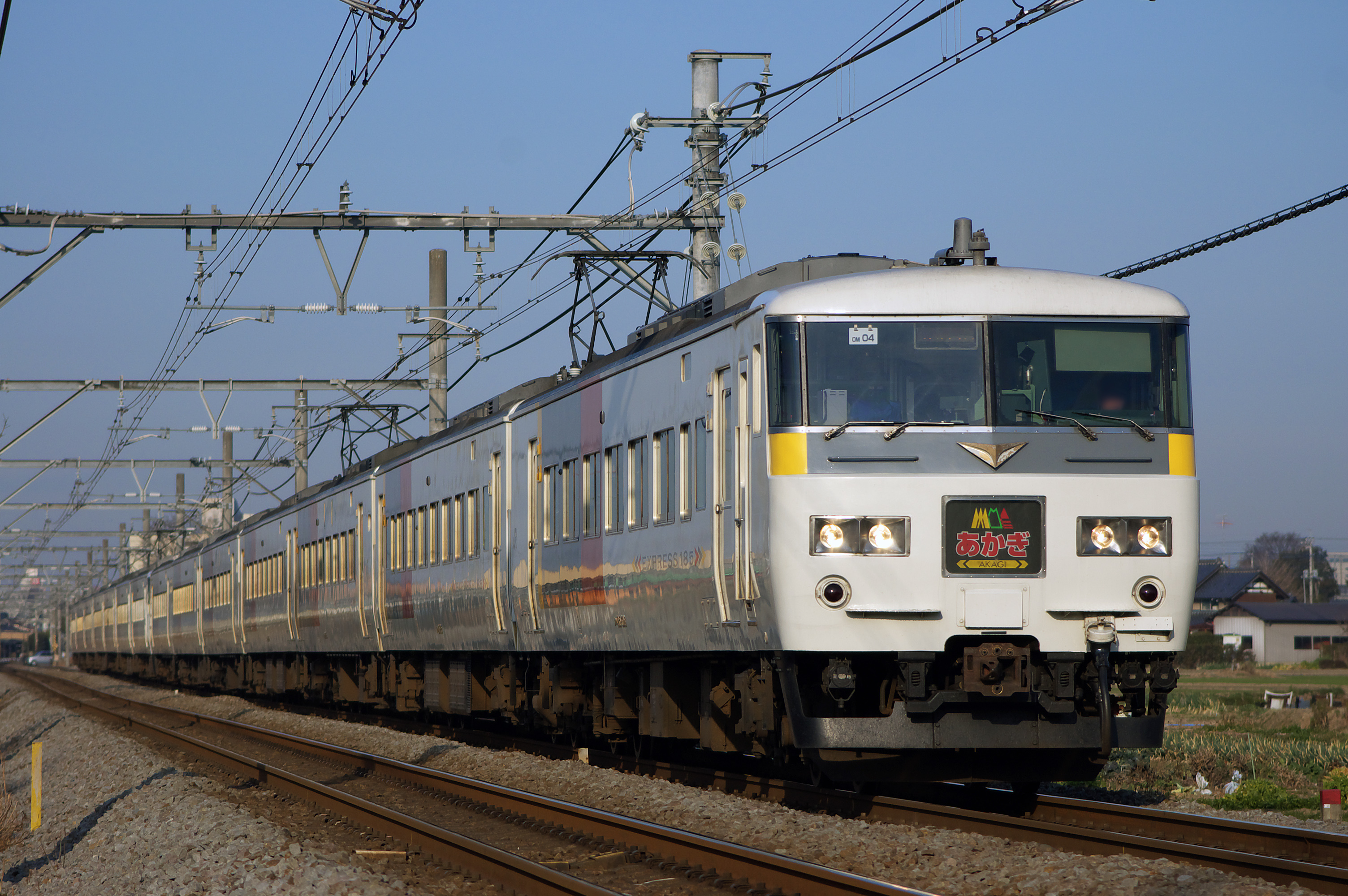
Série 185

## Composition des rames
- Série E257 :

| N° de voiture | 1       | 2       | 3       | 4       | 5       |
| Classe        | Réservé | Réservé | Réservé | Réservé | Réservé |